# Tješilo
Tješilo je naseljeno mjesto u općini Fojnica, Federacija Bosne i Hercegovine, BiH.
Nalazi se 3 kilometra zapadno od Fojnice.

## Stanovništvo

### 1991.
Nacionalni sastav stanovništva 1991. godine, bio je sljedeći:
ukupno: 335
- Hrvati - 210
- Muslimani - 109
- Jugoslaveni - 6
- Srbi - 1
- ostali, neopredijeljeni i nepoznato - 9

### 2013.
Nacionalni sastav stanovništva 2013. godine, bio je sljedeći:
ukupno: 444
- Bošnjaci - 367
- Hrvati - 55
- Srbi - 2
- ostali, neopredijeljeni i nepoznato - 20

## Vanjske poveznice
- Satelitska snimka  Arhivirana inačica izvorne stranice od 9. ožujka 2021. (Wayback Machine)